# Taça de Portugal 1964/65
Die Taça de Portugal 1964/65 war die 25. Austragung des portugiesischen Pokalwettbewerbs. Er wurde vom portugiesischen Fußballverband ausgetragen. Das Finale fand am 4. Juli 1965 im Estádio Nacional von Oeiras statt. Pokalsieger wurde Vitória Setúbal, das sich im Finale gegen Titelverteidiger Benfica Lissabon durchsetzte. Setúbal nahm damit am Europapokal der Pokalsieger 1965/66 teil.
Bis zum Halbfinale wurden alle Begegnungen in Hin- und Rückspiel ausgetragen. Bei Gleichstand in den beiden Spielen gab es ein Entscheidungsspiel.

## Teilnehmende Teams
| Primeira Divisão (14) | Segunda Divisão (28) | Distrikte (4)                                                                                                 |
| --- | --- | --- |
| - Académica de Coimbra - Belenenses Lissabon - Benfica Lissabon - Sporting Braga - GD da CUF Barreiro - Leixões SC - Lusitano GC Évora - FC Porto - FC Seixal - Sporting Lissabon - SC União Torreense - Varzim SC - Vitória Guimarães - Vitória Setúbal | - Alhandra SC - Almada AC - Atlético CP - FC Barreirense - SC Beira-Mar - CD Beja - Boavista Porto - CD Cova da Piedade - SC Covilhã - SC Espinho - FC Famalicão - SC Farense - CD Feirense - Leça FC - SGS Leões Santarém - Luso FC - AC Marinhense - CD Montijo - SC Olhanense - UD Oliveirense - Clube Oriental de Lisboa - GD Peniche - Portimonense SC - SC Salgueiros - AD Sanjoanense - Sport União Sintrense - União Lamas - SC Vila Real | - União Madeira (Madeira) - União Micaelense (Azoren) - Sports Angola (Angola) - União Bissau (Guinea-Bissau) |

## 1. Runde
Die Hinspiele fanden am 13. September 1964 statt, die Rückspiele am 20. September 1964.
|                          | Gesamt |                       | Hinspiel | Rückspiel |
| ------------------------ | ------ | --------------------- | -------- | --------- |
| CD Feirense              | 2:8    | Belenenses Lissabon   | 1:4      | 1:4       |
| SGS Leões Santarém       | 0:3    | AD Sanjoanense        | 0:0      | 0:3       |
| Lusitano GC Évora        | 7:1    | SC Vila Real          | 5:0      | 2:1       |
| AC Marinhense            | 2:5    | Sporting Lissabon     | 0:4      | 2:1       |
| FC Famalicão             | 8:2    | CD Beja               | 7:1      | 1:1       |
| CD Cova da Piedade       | 2:3    | SC Farense            | 2:1      | 0:2       |
| Académica de Coimbra     | 10:00  | SC Beira-Mar          | 9:0      | 1:0       |
| Alhandra SC              | 0:9    | Vitória Setúbal       | 0:5      | 0:4       |
| Atlético CP              | 02:12  | Benfica Lissabon      | 0:3      | 2:9       |
| Boavista Porto           | 4:3    | Leça FC               | 0:1      | 4:2       |
| UD Oliveirense           | 2:2    | GD da CUF Barreiro    | 1:0      | 1:2       |
| Clube Oriental de Lisboa | 2:2    | Almada AC             | 1:1      | 1:1       |
| Sporting Braga           | 6:3    | Sport União Sintrense | 5:1      | 1:2       |
| SC Covilhã               | 1:5    | FC Barreirense        | 1:1      | 0:4       |
| SC Espinho               | 4:4    | União Lamas           | 3:2      | 1:2       |
| Vitória Guimarães        | 6:3    | Leixões SC            | 5:1      | 1:2       |
| FC Seixal                | 1:2    | SC Olhanense          | 0:0      | 1:2       |
| Varzim SC                | 4:3    | CD Montijo            | 2:2      | 2:1       |
| GD Peniche               | 1:5    | FC Porto              | 1:1      | 0:4       |
| SC Salgueiros            | 4:3    | Luso FC               | 3:1      | 1:2       |
| Portimonense SC          | 10:10  | SC União Torreense    | 3:1      | 7:0       |

### Entscheidungsspiele
|                          | Ergebnis |                |
| ------------------------ | -------- | -------------- |
| GD da CUF Barreiro       | 4:2      | UD Oliveirense |
| Clube Oriental de Lisboa | 1:0      | Almada AC      |
| SC Espinho               | 1:0      | União Lamas    |

## 2. Runde
Die Hinspiele fanden am 27. September 1964 statt, die Rückspiele am 4. Oktober 1964.
Freilos: Clube Oriental de Lisboa
|                   | Gesamt |                      | Hinspiel | Rückspiel |
| ----------------- | ------ | -------------------- | -------- | --------- |
| SC Salgueiros     | 1:1    | Varzim SC            | 1:0      | 0:1       |
| Lusitano GC Évora | 2:9    | Vitória Setúbal      | 2:3      | 0:6       |
| FC Barreirense    | 2:5    | GD da CUF Barreiro   | 1:4      | 1:1       |
| SC Farense        | 2:4    | AD Sanjoanense       | 2:1      | 0:3       |
| Sporting Braga    | 6:5    | FC Famalicão         | 4:2      | 2:3       |
| Vitória Guimarães | 2:0    | Académica de Coimbra | 1:0      | 1:0       |
| SC Espinho        | 0:9    | Sporting Lissabon    | 0:1      | 0:8       |
| Boavista Porto    | 1:5    | SC Olhanense         | 1:2      | 0:3       |
| Portimonense SC   | 5:5    | Belenenses Lissabon  | 2:4      | 3:1       |
| Benfica Lissabon  | 5:2    | FC Porto             | 4:1      | 1:1       |

### Entscheidungsspiele
|                 | Ergebnis |                     |
| --------------- | -------- | ------------------- |
| SC Salgueiros   | 1:0      | Varzim SC           |
| Portimonense SC | 3:1      | Belenenses Lissabon |

## Achtelfinale
Die Teams von Angola, Madeira, Guinea-Bissau und den Azoren stiegen in dieser Runde ein. Die Hinspiele fanden am 16. und 20. Mai 1965 statt, die Rückspiele am 23. Mai 1965.
Freilos: Belenenses Lissabon
|                          | Gesamt |                   | Hinspiel | Rückspiel |
| ------------------------ | ------ | ----------------- | -------- | --------- |
| União Micaelense         | 1:3    | Sporting Braga    | 0:1      | 1:2       |
| GD da CUF Barreiro       | 2:4    | Benfica Lissabon  | 2:1      | 0:3       |
| SC Olhanense             | 7:2    | União Bissau      | 4:0      | 3:2       |
| Clube Oriental de Lisboa | 1:7    | Sporting Lissabon | 1:3      | 0:4       |
| Vitória Guimarães        | 1:2    | SC Salgueiros     | 1:1      | 0:1       |
| União Madeira            | 1:5    | AD Sanjoanense    | 1:2      | 0:3       |
| Vitória Setúbal          | 11:30  | Sports Angola     | 5:2      | 6:1       |

## Viertelfinale
Die Hinspiele fanden am 30. Mai 1965 statt, die Rückspiele am 6. Juni 1965.
|                   | Gesamt |                     | Hinspiel | Rückspiel |
| ----------------- | ------ | ------------------- | -------- | --------- |
| AD Sanjoanense    | 3:7    | Sporting Braga      | 2:3      | 1:4       |
| Sporting Lissabon | 1:1    | Belenenses Lissabon | 1:1      | 0:0       |
| Vitória Setúbal   | 9:1    | SC Salgueiros       | 8:1      | 1:0       |
| Benfica Lissabon  | 7:3    | SC Olhanense        | 4:1      | 3:2       |

### Entscheidungsspiel
|                   | Ergebnis |                     |
| ----------------- | -------- | ------------------- |
| Sporting Lissabon | 3:1      | Belenenses Lissabon |

## Halbfinale
Die Hinspiele fanden am 20. Juni 1965 statt, die Rückspiele am 27. Juni 1965.
|                 | Gesamt |                   | Hinspiel | Rückspiel |
| --------------- | ------ | ----------------- | -------- | --------- |
| Vitória Setúbal | 3:3    | Sporting Lissabon | 2:2      | 1:1       |
| Sporting Braga  | 01:13  | Benfica Lissabon  | 1:4      | 0:9       |

### Entscheidungsspiel
|                 | Ergebnis |                   |
| --------------- | -------- | ----------------- |
| Vitória Setúbal | 2:0      | Sporting Lissabon |

## Finale
| Paarung          | Vitória Setúbal – Benfica Lissabon |
| Ergebnis         | 3:1 (1:0) |
| Datum            | 4. Juli 1965 |
| Stadion          | Estádio Nacional, Oeiras |
| Schiedsrichter   | Francisco Guerra |
| Tore             | 1:0 José Maria Júnior (8.) 2:0 Jaime Graça (57.) 2:1 Domiciano Cavém (82.) 3:1 Armando Bonjour (83.) |
| Vitória Setúbal  | Félix Mourinho – Carlos Torpes , Hedrculano Oliveira, Joaquim Conceição, Carlos Cardoso – Jaime Graça, Augusto Martins, Armando Bonjour – José Maria Júnior, Carlos Manuel, Quim Cheftrainer: Fernando Vaz              |
| Benfica Lissabon | Alberto da Costa Pereira – Fernando Cruz, Raúl Machado, Germano de Figueiredo – Domiciano Cavém, Mário Coluna , António Simões – José Augusto Torres, José Augusto, Eusébio, Iaúca Cheftrainer: Béla Guttmann ( Ungarn) |